# Teorema di Rybczynski
Il teorema di Rybczynski (corollario del modello Hecksher-ohlin), in economia, collega intensità fattoriali dei beni e dotazioni relative dei fattori produttivi con la produzione dei beni. In particolare, il teorema afferma che, assumendo pieno impiego dei fattori e prezzi relativi costanti dei beni, un aumento della dotazione di un fattore porta ad un aumento della produzione del bene nella cui produzione quel fattore è utilizzato in modo più intensivo e alla riduzione della produzione dell'altro bene.
Il teorema venne sviluppato nel 1955 dall'economista inglese di origine polacca Tadeusz Rybczynski (1923-1998), nell'ambito della teoria del commercio internazionale, per studiare gli effetti sui flussi di commercio internazionale del cambiamento nelle dotazioni fattoriali dei Paesi all'interno del modello di Heckscher-Ohlin.

## Ipotesi e derivazione
La formulazione originaria del teorema tratta il caso di due fattori impiegati nella produzione di due beni. In particolare, siano dati:
- due beni (1 e 2) prodotti con rendimenti costanti di scala;
- due fattori di produzione, lavoro (L) e capitale (K), utilizzati nella produzione dei due beni;

Siano altresì:
- L e K le dotazioni complessive di lavoro e capitale;
- y1 e y2 gli output dei due beni;
- w ed r i saggi di remunerazione nominali dei fattori, cioè salario e saggio di rendimento del capitale.

Sia altresì possibile ordinare i due beni sulla base della loro intensità fattoriale relativa. Così, senza perdita di generalità, si ipotizzi che il bene 1 sia intensivo in lavoro (labour intensive) e il bene 2 sia intensivo in capitale (capital intensive). Questo vuol dire assumere che, qualsiasi sia il costo relativo dei fattori (w/r), il rapporto capitale-lavoro nella produzione del bene 1 è sempre minore del rapporto capitale-lavoro che si rinviene nella produzione del bene 2. In termini formali, indicando con ki e li, rispettivamente, le quantità di capitale e lavoro utilizzate nella produzione di un'unità del bene i, questo equivale ad assumere:
(1) {\displaystyle \ {\frac {k_{1}}{l_{1}}}<{\frac {k_{2}}{l_{2}}}}
Assumendo il pieno impiego dei fattori e data l'ipotesi di rendimenti costanti, si ha:
{\displaystyle \ l_{1}y_{1}+l_{2}y_{2}=L}
{\displaystyle \ k_{1}y_{1}+k_{2}y_{2}=K}
Queste sono appunto chiamate le condizioni di pieno impiego (full employment conditions). Differenziando le eguaglianze precedenti si ottiene:
(2) {\displaystyle \ l_{1}\ dy_{1}+l_{2}\ dy_{2}=dL}
(3) {\displaystyle \ k_{1}\ dy_{1}+k_{2}\ dy_{2}=dK}
È importante osservare che i coefficienti li e ki rimangono costanti. Questo è vero sia nel caso sia data e costante la quantità di ogni fattore per unità di prodotto, sia nel caso in cui esistano possibilità di sostituzione. In questo secondo caso, il risultato è in parte controintuitivo e dipende in modo stringente dalle assunzioni fatte.
In particolare, dal lemma di invarianza al prezzo dei fattori (Leamer, 1995) deriva che, se:
- si producono solo due beni e due fattori;
- i due beni sono entrambi prodotti,
- si assumono rendimenti di scala costanti,
- non c'è inversione dell'intensità fattoriale,

allora ciascuna coppia di prezzi (p1,p2) corrisponde ad un'unica coppia di saggi di remunerazione (w,r). Poiché una delle assunzioni del teorema di Rybczynski è che i prezzi relativi dei beni rimangano costanti, allora i saggi di remunerazione non variano al variare della dotazione fattoriale, e questo perché la dotazione relativa dei fattori non entra nella determinazione della coppia (w,r) se non influisce su (p1,p2).
Poiché i coefficienti ki e li derivano dal problema di minimizzazione dei costi data la tecnologia e i costi dei fattori (w,r), e questi ultimi non cambiano per quanto detto prima, sotto l'ipotesi di rendimenti costanti neanche i coefficienti cambiano al variare delle dotazioni fattoriali.
Dimostrata la correttezza della (2) e della (3), possiamo riscriverle come segue:
{\displaystyle \ {\frac {dL}{L}}={\frac {l_{1}y_{1}}{L}}{\frac {dy_{1}}{y_{1}}}+{\frac {l_{2}y_{2}}{L}}{\frac {dy_{2}}{y_{2}}}}
{\displaystyle \ {\frac {dK}{K}}={\frac {k_{1}y_{1}}{K}}{\frac {dy_{1}}{y_{1}}}+{\frac {k_{2}y_{2}}{K}}{\frac {dy_{2}}{y_{2}}}}
da cui:
{\displaystyle \ {\hat {L}}=\eta _{1l}\ {\hat {y}}_{1}+\eta _{2l}\ {\hat {y}}_{2}}
{\displaystyle \ {\hat {K}}=\eta _{1k}\ {\hat {y}}_{1}+\eta _{2k}\ {\hat {y}}_{2}}
dove con {\displaystyle \ {\hat {x}}} indichiamo il tasso di variazione istantaneo di x e ηil e ηik sono le quote di, rispettivamente, lavoro e capitale sul totale delle dotazioni impiegate nella produzione del bene i.
Dati i saggi di variazione delle dotazioni fattoriali ({\displaystyle \ {\hat {L}}} e {\displaystyle \ {\hat {K}}}), le equazioni precedenti formano un sistema di equazioni lineari di due equazioni in due incognite ({\displaystyle \ {\hat {y}}_{1}} e {\displaystyle \ {\hat {y}}_{2}}).
L'ipotesi (1) comporta:
{\displaystyle \ {\frac {k_{1}}{l_{1}}}<{\frac {K}{L}}<{\frac {k_{2}}{l_{2}}}}
da cui:
(4) {\displaystyle \ \eta _{1k}<\eta _{1l}}
(5) {\displaystyle \ \eta _{2k}>\eta _{2l}}
ricordando anche che:
{\displaystyle \ \eta _{1l}+\eta _{2l}=1}
{\displaystyle \ \eta _{1k}+\eta _{2k}=1}
La soluzione del sistema è:
(6) {\displaystyle \ {\hat {y}}_{1}={\frac {\eta _{2k}{\hat {L}}-\eta _{2l}{\hat {K}}}{\eta _{1l}-\eta _{1k}}}}
(7) {\displaystyle \ {\hat {y}}_{2}={\frac {-\eta _{1k}{\hat {L}}+\eta _{1l}{\hat {K}}}{\eta _{1l}-\eta _{1k}}}}

## Il contenuto del teorema
In base, alla (6) e alla (7), e facendo uso della (4) e della (5), se la dotazione fattoriale relativa del lavoro aumenta:
{\displaystyle \ {\hat {L}}>{\hat {K}}}
si ha:
{\displaystyle \ {\hat {y}}_{1}>{\hat {L}}>{\hat {K}}>{\hat {y}}_{2}}
Queste diseguaglianze sono alla base del cosiddetto effetto di magnificazione, che rappresenta il cuore del teorema di Rybczynski.
In particolare, in base alle diseguaglianze precedenti un aumento dell'offerta di lavoro, costante l'offerta di capitale, comporta un aumento più che proporzionale dell'offerta del bene labour intensive e una diminuzione della produzione del bene capital intensive.

## La linea di Rybczynski
Assumendo un cambiamento nella dotazione di lavoro, costante quella di capitale, la (6) e (7) diventano:
{\displaystyle \ {\hat {y}}_{1}={\frac {\eta _{2k}}{\eta _{1l}-\eta _{1k}}}\ {\hat {L}}}
{\displaystyle \ {\hat {y}}_{2}=-{\frac {\eta _{1k}}{\eta _{1l}-\eta _{1k}}}\ {\hat {L}}}
da cui:
{\displaystyle \ {\hat {y}}_{2}=-{\frac {\eta _{1k}}{\eta _{2k}}}\ {\hat {y}}_{1}}
e:
{\displaystyle {\frac {dy_{2}}{dy_{1}}}=-{\frac {k_{1}}{k_{2}}}}.
Questo rappresenta il coefficiente della cosiddetta linea di Rybczynski, pari al rapporto, cambiato di segno, dei rapporti capitale/prodotto nei due settori, che è costante in costanza dei prezzi relativi. La linea di Rybczynski è l'insieme delle combinazioni di y1 e y2 che si ottengono variando la dotazione di un fattore e mantenendo costante l'altro, se valgono le ipotesi del teorema. Si tratta appunto di una retta con inclinazione negativa essendo costante e negativa la derivata di y2 rispetto a y1.
Similmente, se varia la dotazione del capitale, costante il lavoro, il coefficiente angolare dell'altra linea di Rybczynski sarà:
{\displaystyle {\frac {dy_{2}}{dy_{1}}}=-{\frac {l_{1}}{l_{2}}}}.

## Lamalattia olandesee il teorema di Rybczynski
Un caso storico generalmente citato come esempio del teorema di Rybczynski in pratica è quello della cosiddetta malattia olandese (Dutch disease).
Si tratta degli effetti prodotti nei Paesi Bassi dalla scoperta di giacimenti di petrolio sulle sue coste. Tale scoperta portò ad uno sviluppo delle industrie estrattive nel territorio e ad un aumento delle esportazioni di petrolio. Allo stesso tempo però, come predetto dal teorema di Rybczynski, l'espansione delle esportazioni petrolifere depresse le altre industrie esportatrici olandesi e ne contrasse la produzione